# Blu oltremare
Il blu oltremare è un pigmento inorganico di colore blu. Noto sin dall'antichità, è un silicato di sodio e alluminio con inclusioni di solfuri e solfati, contenente dei cristalli cubici di lazurite. Il colore blu è dovuto al radicale dell'anione S3- che contiene un elettrone spaiato.
In natura si trova una composizione simile nel lapislazzuli, una pietra semipreziosa che fino al XIX secolo, attraverso una costosa e lunga lavorazione, era utilizzata per la sua produzione. Tale pigmento si identifica oggi come "oltremare genuino".

## Etimologia
Il nome "blu oltremare" deriva dal fatto che il lapislazzuli veniva estratto principalmente in Oriente e dai porti del Vicino Oriente (Siria, Palestina, Egitto) arrivava in Europa; da qui "Oltremare", nome che questi territori avevano in epoca medievale.

## Storia

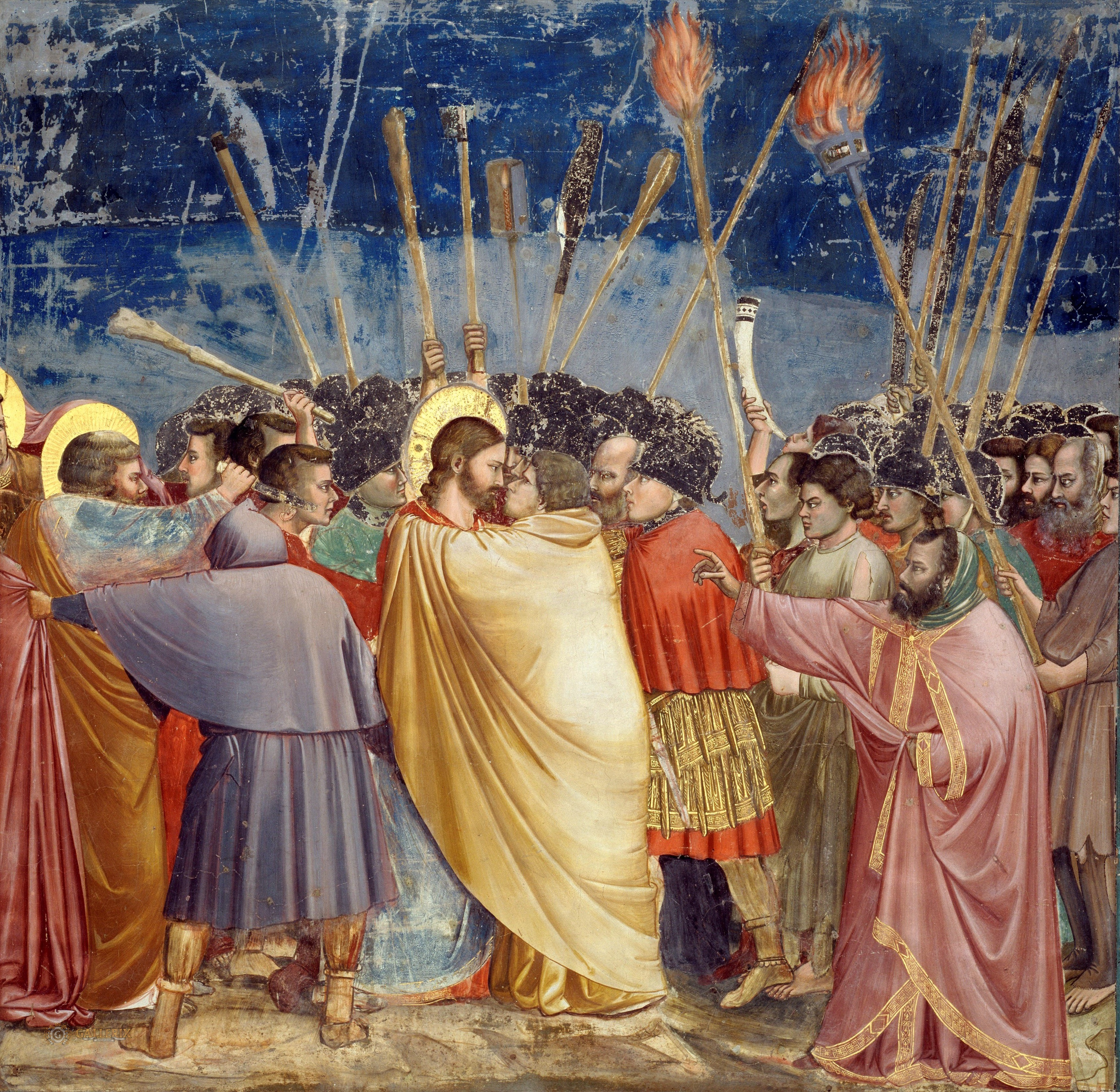
Il Bacio di Giuda, Cappella degli Scrovegni

Il più antico uso conosciuto di questo pigmento risale a VI - VII secolo nei dipinti dei templi afghani vicini al più noto giacimento di lapislazzuli. L'uso di questa pietra è documentato in dipinti cinesi del X e XI secolo, in India nei dipinti murali dell'XI, XII e XVII secolo, nei manoscritti miniati anglosassoni e normanni scritti dopo il 1100.
Il blu oltremare era un pigmento di difficile lavorazione e, a meno di utilizzare in partenza del minerale molto puro, ciò che si otteneva dopo la macinazione era una polvere blu tendente al grigio chiaro.
All'inizio del XIII secolo fu introdotto un metodo per migliorarne la qualità di cui ci rimane una descrizione fatta dall'artista del XV secolo Cennino Cennini. Il minerale, finemente macinato, mescolato con cera fusa, resine ed oli viene avvolto in un panno e impastato in una soluzione diluita di liscivia. Sul fondo del contenitore si raccolgono le particelle blu, mentre le impurità e i cristalli incolori rimangono nel bulk. Il procedimento va ripetuto almeno tre volte. Il residuo finale, costituito in gran parte da materiale incolore e poche particelle blu, è apprezzato come smalto per la sua trasparenza blu chiara.
Fu ampiamente utilizzato nel XIV e XV secolo insieme al vermiglione e all'oro nei manoscritti miniati e nei dipinti su tavola dei maestri italiani. Dall'inizio del XVI secolo fu importato in Europa l'azzurro oltremare, in cui il lapislazzuli - letteralmente pagato a peso d'oro - era presente solo per il 2-3%.

Pur avendo un'ottima resistenza alla luce e alle basi, il pigmento viene facilmente scolorito dagli acidi. Negli affreschi era usato a secco, cioè applicato in miscela con dei leganti sull'intonaco asciutto.
È stato a lungo considerato il blu per antonomasia e, in virtù anche del suo costo, uno dei colori più ricchi e preziosi, spesso associato al rosso porpora e all'oro, in particolare nell'iconografia della Madonna. Gli artisti europei lo usavano con parsimonia sostituendolo quando possibile con un altro pigmento più economico, l'azzurrite. Sino all'introduzione della pittura ad olio era considerato "blasfemo" mischiare questo colore ad altri.
Errato attribuire a Giotto l'uso del Lapislazzuli. Egli, piuttosto, "dimostra di saperne trarre gli effetti migliori grazie ad una ineguagliata maestria tecnica, tanto da avere tratto in inganno intere generazioni di critici quando, per esempio, hanno creduto che egli avesse usato per le campiture azzurre il lapislazzuli invece dell’assai più comune (ed economica ) azzurrite." (Giuseppe Basile, http://www.giuseppebasile.org/restauri/la-cappella-degli-scrovegni/8-la-cappella-degli-scrovegni-i-caratteri-della-realizzazione-pittorica)
Sul finire del XVII e nel XVIII secolo, a causa di una carenza di azzurrite, ci fu una forte richiesta di pigmento blu. Nel 1814 Tassaert osservò la formazione spontanea di un composto blu, simile, se non identico, al blu oltremare in una fornace per la produzione di calce a Saint-Gobain, cosa che spinse la Societé pour l'Encouragement d'Industrie ad offrire un premio per trovare un metodo di produzione artificiale del prezioso pigmento. Tali processi di produzione furono ideati indipendentemente da Jean Baptiste Guimet nel 1826 e da Christian Gmelin, divenuto poi professore di chimica a Tubinga, nel 1828. Mentre Guimet mantenne il suo procedimento segreto, Gmelin lo pubblicò, permettendo così la nascita dell'industria dell'oltremare artificiale.
Le recenti ricerche condotte dall'Università di Bari affermano che il colore oltremare sia stato scoperto 50 anni prima rispetto a quanto si pensava, attribuendo il merito al Principe Raimondo di Sangro a Napoli. Questo potrebbe spiegare perché il blu oltremare è anche conosciuto come "Blu Napoli". Questa scoperta mette in dubbio l'ipotesi che Jean Baptiste Guimet e Gmelin siano stati gli inventori del pigmento. Secondo alcuni resoconti, Raimondo di Sangro avrebbe scelto il nome ispirandosi al mare e al cielo di Napoli.

## Produzione
Il metodo di Guimet e Gmelin, tuttora in uso, consiste in una miscela in parti uguali di caolino, carbonato o solfato di sodio e zolfo con l'aggiunta di piccoli quantitativi di sostanze riducenti come carbone, colofonia o pece posta in muffola per circa 24 ore ad una temperatura di 800 °C. La massa ottenuta, dopo raffreddamento, deve essere macinata e lavata con acqua per eliminare i residui solubili.
Ciò che si forma è un silicato di sodio e alluminio nel cui reticolo cristallino sono inglobate delle molecole di polisolfuro sodico, a cui si deve il colore. Sostituendo lo zolfo con il selenio, la colorazione vira al rossastro, mentre con il tellurio vira al giallo.
Il pigmento ha un'ottima resistenza alla luce, al calore e agli alcali, mentre viene attaccato dagli acidi, anche deboli, con sviluppo di acido solfidrico e scomparsa del colore. Oltre i 400 °C può decomporre liberando biossido di zolfo.
Il blu oltremare trova ampia applicazione nella produzione di vernici, inchiostri da stampa, materie plastiche, carta e cosmetici.

## Nomi alternativi
- Blu oltremare naturale
- Lazzulite
- Oltra marino
- Lazur
- Sappheiros
- Lapislazzuli naturale
- Blu di Garance
- Cynusscythico
- Azzurro oltremarino (o ultramarino)
- Azzurro di Baghdad